# Flying Buffalo
Flying Buffalo Incorporated (FBI) è una casa editrice statunitense di giochi di ruolo e di carte, e moderatrice di play by mail, con sede a Scotsdale, in Arizona.
Fondata da Rick Loomis e Steve MacGregor nel 1970, la società iniziò le sue attività gestendo un semplice wargame, Nuclear Destruction, moderato da un computer, generalmente considerato il primo play by mail commerciale. Nel 1976 iniziò a gestire un play by mail di esplorazione/conquista dello spazio intitolato Starweb.
Si è occupata anche di giochi al di fuori del play by mail, cominciando con il gioco di carte  Nuclear War. Nel 1975 ha pubblicato Tunnels and trolls, un gioco di ruolo fantasy simile a Dungeons & Dragons ma con un tono più umoristico. Successivamente ha prodotto materiale generico per campagne fantasy, che è divenuto la serie Catalyst. Ha prodotto anche una serie di dadi inusuali (per esempio un set per decidere casualmente le guarnizioni della pizza) e correntemente detiene i diritti di stampa delle serie di flip book Ace of Aces e Lost Worlds.
Fino al 1985 ha gestito un negozio di giochi a Tempe, Florida.

## Pubblicazioni
- Ace of Aces
- Berserker
- Battle Plan
- Catalyst
- Death Dice
- Feudal Lords
- Lost Worlds
- Mercenaries, Spies and Private Eyes
- Nuclear War
- Pizza Dice
- Riftlords
- Starweb
- Tunnels and trolls
- Monsters! Monsters!
- Viva!